# Barnard Castle
Barnard Castle is een marktplaats en civil parish in de Engelse unitary authority Durham in het Penninisch Gebergte. De plaats telt 5495 inwoners. De plaats hoorde bij een groot kasteel waarvan de ruïne aan de Tees nog opvallend aanwezig is.

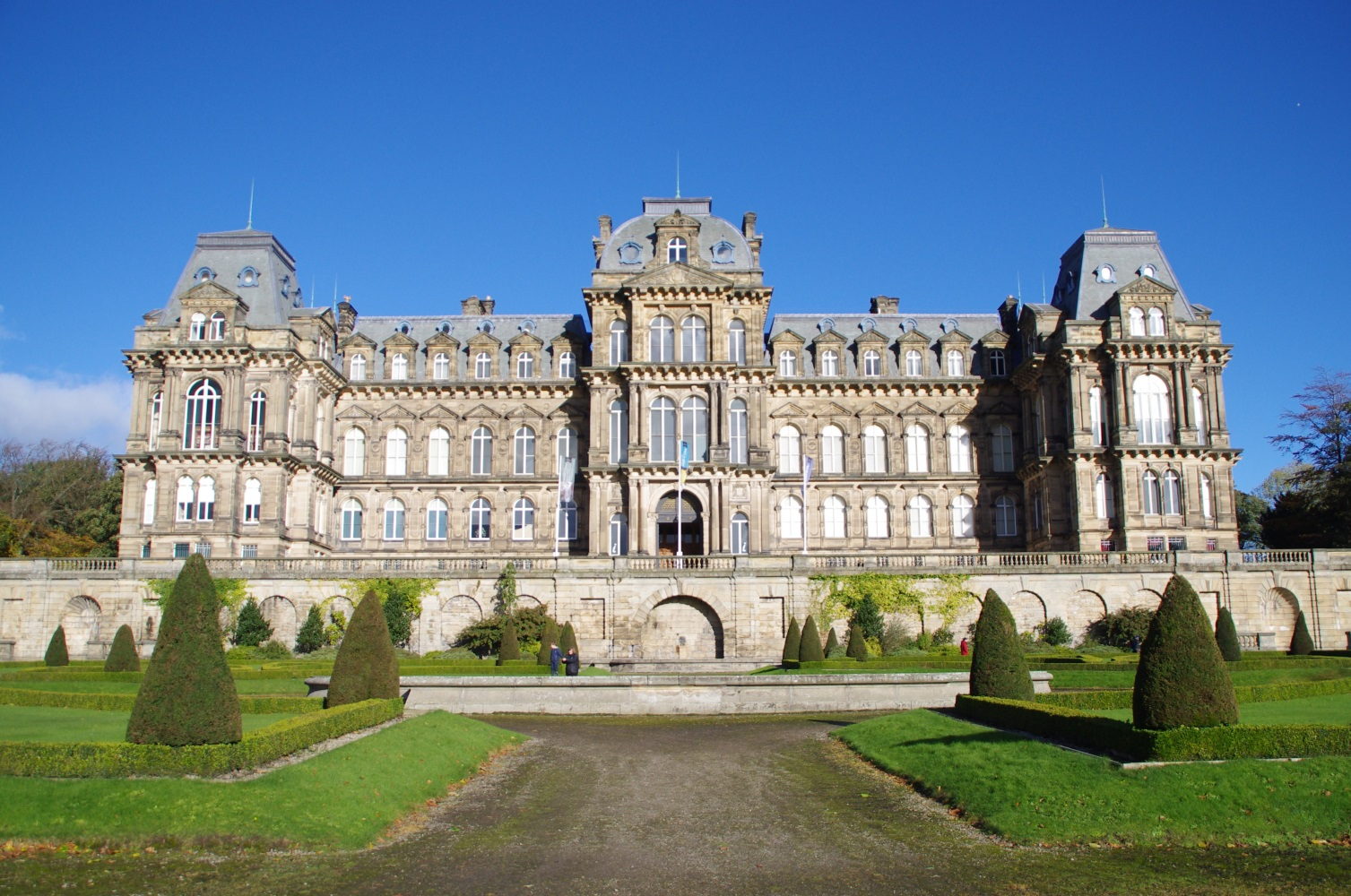
Bowes Museum bij Barnard Castle